# Ana Capeta
Ana Inês Palma Capeta (Beja, 22 dicembre 1997) è una calciatrice portoghese, attaccante dello Sporting Lisbona e della nazionale portoghese.

## Carriera

### Club
Capeta si avvicina al calcio fin da giovanissima, crescendo calcisticamente nelle giovanili dell'Operário, club di Lagoa, nelle isole Azzorre, con il quale rimane dal 2005 al 2010.
Per la stagione 2010-2011 si trasferisce al Mineiro Aljustrelense, dove a 13 anni è aggregata alla prima squadra, per continuare nelle due stagioni seguenti al Castro Verde, tornando a indossare le maglia delle giovanili con Atlético Ouriense e CAC Pontinha rispettivamente per le stagioni 2013-2014, festeggiando con le compagne di club della prima squadra il double campionato-Coppa, e 2015-2016.
Arriva allo Sporting Lisbona nell'estate 2015, rimanendo legata al club della capitale Lisbona per le successive cinque stagioni. Aggregata qui definitivamente alla prima squadra ritrova la vittoria, questa volta di persona, in campionato e Coppa per le stagioni 2016-2017 e 2017-2018.
Nel corso della sessione estiva di calciomercato 2021 coglie l'occasione per trasferirsi all'estero per la prima volta in carriera, formando un contratto biennale con le olandesi del PSV, tuttavia già ad agosto ottiene la rescissione del contratto con il club di Eindhoven adducendo difficoltà nell'adattarsi alla vita nei Paesi Bassi.
Rientrata in patria si accorda con il Famalicão, raggiungendo la brasiliana, già compagna di club allo Sporting, Raquel Fernandes. Alla guida dell'ex ct della nazionale brasiliana Jorge Barcellos, la squadra si conferma tra le più competitive del Campeonato Nacional, bissando il risultato del campionato precedente, il 4º posto, raggiungendo inoltre la finale di Coppa, poi persa con lo Sporting 2-1.
Dall'estate 2022 ritorna a vestire la maglia dello Sporting Lisbona, con il quale nel 2024 conquista la sua seconda Supercoppa portoghese nel 2024.

## Statistiche

### Presenze e reti nei club
Statistiche (parziali) aggiornate al 17 maggio 2025.
| Stagione                | Squadra                 | Campionato              | Campionato | Campionato | Coppe nazionali | Coppe nazionali | Coppe nazionali | Coppe continentali | Coppe continentali | Coppe continentali | Altre coppe | Altre coppe | Altre coppe | Totale | Totale |
| Stagione                | Squadra                 | Comp                    | Pres       | Reti       | Comp            | Pres            | Reti            | Comp               | Pres               | Reti               | Comp        | Pres        | Reti        | Pres   | Reti   |
| ----------------------- | ----------------------- | ----------------------- | ---------- | ---------- | --------------- | --------------- | --------------- | ------------------ | ------------------ | ------------------ | ----------- | ----------- | ----------- | ------ | ------ |
| 2021-2022               | PSV                     | ED                      | -          | -          | CO              | -               | -               | UWCL               | -                  | -                  | EC          | -           | -           | -      | -      |
| 2021-2022               | Famalicão               | CN                      | 3+11       | 1+1        | CP              | 6               | 8               | -                  | -                  | -                  | CL          | 2           | 0           | 22     | 10     |
| 2022-2023               | Sporting Lisbona        | CN                      | 19         | 6          | CP              | 2               | 1               | -                  | -                  | -                  | CL+SP       | 4+2         | 3+1         | 28     | 11     |
| 2023-2024               | Sporting Lisbona        | CN                      | 18         | 9          | CP              | 5               | 3               | UWCL               | 4                  | 2                  | CL+SP       | 5+2         | 0+0         | 34     | 14     |
| 2024-2025               | Sporting Lisbona        | CN                      | 15         | 8          | CP              | 3               | 3               | UWCL               | 4                  | 1                  | CL+SP       | 4+2         | 1+0         | 27     | 14     |
| Totale Sporting Lisbona | Totale Sporting Lisbona | Totale Sporting Lisbona | .          | .          | -               | .               | .               | -                  | .                  | .                  | -           | .           | .           | .      | .      |
| Totale carriera         | Totale carriera         | Totale carriera         | .          | .          | -               | .               | .               | -                  | .                  | .                  | -           | .           | .           | .      | .      |

## Palmarès

### Club
- Campionato portoghese: 3

Atlético Ouriense: 2013-2014
Sporting Lisbona: 2016-2017, 2017-2018
- Coppa del Portogallo femminile: 3

Atlético Ouriense: 2013-2014
Sporting Lisbona: 2016-2017, 2017-2018
- Supercoppa del Portogallo femminile: 2

Sporting Lisbona: 2017, 2024